# Mycetophila adumbrata
Mycetophila adumbrata är en tvåvingeart som beskrevs av Josef Mik 1884. Mycetophila adumbrata ingår i släktet Mycetophila och familjen svampmyggor. Arten är reproducerande i Sverige. Inga underarter finns listade i Catalogue of Life.